# Idiasta sibirica
Idiasta sibirica är en stekelart som beskrevs av Telenga 1935. Idiasta sibirica ingår i släktet Idiasta och familjen bracksteklar. Inga underarter finns listade i Catalogue of Life.